# デジタルメディアシティ駅
デジタルメディアシティ駅 （デジタルメディアシティえき）は、大韓民国ソウル特別市恩平区と麻浦区にある、ソウル交通公社、韓国鉄道公社（KORAIL）および空港鉄道（A'REX）の駅である。
デジタルメディアシティ（Digital Media City）を略してDMC駅（디엠시역）とも呼ばれる。また、当駅どまりの列車の場合、行先表示機にはアルファベットではなくハングルで「디엠시」（ディエムシ）と表示される。

## 乗り入れ路線
ソウル交通公社の6号線、韓国鉄道公社の京義・中央線、空港鉄道の仁川国際空港鉄道が乗り入れ、相互間の接続駅となっている。
韓国鉄道公社の駅に乗り入れている路線は、線路名称上は京義線であるが、当駅には広域電鉄の京義・中央線電車のみが停車する。
首都圏電鉄には駅番号が導入されており、6号線は「618」、京義・中央線は「K316」、仁川国際空港鉄道は「A04」の駅番号が付与されている。

## 歴史
- 2000年12月15日 - 水色駅（수색역）として6号線が開業。
- 2002年
  - 5月30日 -  2002 FIFAワールドカップ期間中、ソウルワールドカップ競技場へのアクセスのため京義線上に臨時乗降場として城山駅（성산역）を設置し、京義線水色-城山間トンイル号の運行を開始。[1]
  - 6月25日 - この日をもって京義線水色-城山間トンイル号の運行終了、城山駅廃止。
- 2009年7月1日 - 京義電鉄線の駅が開業し、6号線と接続。駅名をデジタルメディアシティ駅に改称。
- 2010年12月29日 - KORAIL空港鉄道が開業。
- 2012年
  - 7月25日 - 京義電鉄線・KORAIL空港鉄道間の乗り換え通路着工。
  - 12月15日 - 京義電鉄線・デジタルメディアシティ - 孔徳間の開通とともに、デジタルメディアシティ止まりの電車を孔徳止まりに変更。
- 2013年4月30日 - 京義電鉄線・KORAIL空港鉄道間の乗り換え通路開通。
- 2023年日時不詳 - 空港鉄道側に副駅名として、「スカイライフ」が付与される[2]

## 駅構造
各路線の駅をつなぎ合わせると「コ」に近い配置になっており、上から時計回りに京義・中央線、6号線、空港鉄道の順に並んでいる。京義・中央線と空港鉄道ののりばは離れており、乗り換えに時間がかかる。

### ソウル交通公社
相対式ホーム2面2線の地下駅。フルスクリーンタイプのホームドアが設置されている。
改札口は北側（繒山方）と南側（ワールドカップ競技場方）の2ヶ所あり、それぞれ独立している。そのため、切符売り場は別々に設けてある。化粧室は両方の改札外にある。
出口は5番まであり、北側の改札口は1・4・5番出口に繋がっていて、南側の改札口は2・3番出口と繋がっている。
ホーム中ほどに京義・中央線方面に繋がる階段とエレベータがある。空港鉄道方面に行くには南側の改札口での乗換え用改札を通過後乗り換えとなる。

#### のりば
案内上ののりば番号は設定されていない。 
| 上り | 6号線 | 鷹岩・仏光・ヨンシンネ方面                         |
| 下り | 6号線 | ワールドカップ競技場・麻浦区庁・泰陵入口・新内方面 |

### 韓国鉄道公社
2面2線の相対式ホームが1面2線の島式ホームを挟む形の合計3面4線の地上駅である。
ホーム中程に改札口に繋がる階段とエレベーターがあり、ホーム加佐駅寄りに6号線方面に繋がる階段がある。化粧室は改札外にある。
龍山方面に向かう電車は当駅を出ると地下に入る。

#### のりば
| 1 | ●京義・中央線 | 加佐・新村・ソウル方面                             |
| 2 | ●京義・中央線 | 幸信・一山・文山方面（ソウル方面からの列車）       |
| 3 | ●京義・中央線 | 加佐・弘大入口・孔徳・龍山・清凉里・徳沼・龍門方面 |
| 4 | ●京義・中央線 | 幸信・一山・文山方面（龍山方面からの列車）         |

### 空港鉄道
島式ホーム2面4線の地下駅。フルスクリーンタイプのホームドアが設置されている。待避可能駅であり、通常は内側2線に発着するが、直通列車の通過待ちの際は外側2線に発着する。
上りの終電は当駅終着であり、夜間滞泊の後に上り初電（ソウル行き）となる。
改札口は東側と西側の2ヶ所ある。化粧室は改札外にある。6号線や京義・中央線との乗り換えは、乗り換え用改札を通過する必要がある。

#### のりば
案内上ののりば番号は設定されていない。  
| 上り | 仁川国際空港鉄道 | 弘大入口・孔徳・ソウル方面                                           |
| 下り | 仁川国際空港鉄道 | 金浦空港・黔岩・仁川国際空港1ターミナル・仁川国際空港2ターミナル方面 |

## 利用状況
近年の一日平均利用人員推移は下記のとおり。なお、6号線の2000年は開業日の12月15日から12月31日までの17日間の平均である。
| 路線          | 路線     | 2000年 | 2001年 | 2002年 | 2003年 | 2004年 | 2005年 | 2006年 | 2007年 | 2008年 | 2009年 | 出典  |
| ------------- | -------- | ------ | ------ | ------ | ------ | ------ | ------ | ------ | ------ | ------ | ------ | ----- |
| ●京義・中央線 | 乗車人員 | 未開通 | 未開通 | 未開通 | 未開通 | 未開通 | 未開通 | 未開通 | 未開通 | 未開通 | 986    | [ 4 ] |
| ●京義・中央線 | 降車人員 | 未開通 | 未開通 | 未開通 | 未開通 | 未開通 | 未開通 | 未開通 | 未開通 | 未開通 | 946    | [ 4 ] |
| 6号線         | 乗車人員 | 5,142  | 9,139  | 11,465 | 12,785 | 13,303 | 12,879 | 13,242 | 14,150 | 15,497 | 16,029 | [ 5 ] |
| 6号線         | 降車人員 | 4,436  | 7,497  | 9,413  | 10,455 | 11,085 | 11,216 | 11,423 | 12,637 | 15,006 | 16,075 | [ 5 ] |
| 6号線         | 乗降人員 | 9,578  | 16,636 | 20,877 | 23,240 | 24,388 | 24,095 | 24,665 | 26,787 | 30,503 | 32,104 | [ 5 ] |
| 路線          | 路線     | 2010年 | 2011年 | 2012年 | 2013年 | 2014年 | 2015年 | 2016年 | 2017年 | 2018年 | 2019年 | 出典  |
| ●京義・中央線 | 乗車人員 | 1,350  | 1,608  | 1,772  | 1,867  | 2,136  | 3,725  | 3,918  | 3,813  | 3,647  | 3,806  | [ 4 ] |
| ●京義・中央線 | 降車人員 | 1,341  | 1,590  | 1,707  | 1,769  | 2,063  | 3,733  | 3,955  | 3,893  | 3,726  | 3,885  | [ 4 ] |
| 6号線         | 乗車人員 | 16,041 | 15,892 | 15,781 | 15,556 | 15,818 | 15,256 | 14,971 | 14,175 |        |        | [ 5 ] |
| 6号線         | 降車人員 | 16,930 | 17,181 | 17,090 | 16,755 | 16,996 | 16,476 | 16,380 | 15,656 |        |        | [ 5 ] |
| 6号線         | 乗降人員 | 32,971 | 33,072 | 32,871 | 32,311 | 32,814 | 31,732 | 31,351 | 29,831 |        |        | [ 5 ] |
| 空港鉄道      | 乗車人員 | 2,350  | 5,530  | 11,727 | 16,054 | 18,494 |        |        |        |        |        | [ 6 ] |
| 空港鉄道      | 降車人員 | 3,327  | 5,119  | 12,975 | 15,323 | 17,580 |        |        |        |        |        | [ 6 ] |

## 駅周辺
デジタルメディアシティも参照。
- 北加佐1治安センター
- 北加佐初等学校（朝鮮語版）
- SHINHWA COMPANY
- ソウル上岩初等学校（朝鮮語版）
- 城山雨水ポンプ場
- 水色聖堂
- イーマート水色店
- 中岩中学校（朝鮮語版）
- 繒山雨水ポンプ場
- 繒山市場
- 繒山情報図書館
- 韓国電力公社水色変電所
- ソウル日本人学校
- ヌリクムスクエア
- 仏光川（朝鮮語版）

## 隣の駅
ソウル交通公社
 6号線
繒山駅 (617) - デジタルメディアシティ駅 (618) - ワールドカップ競技場駅 (619)
韓国鉄道公社
●京義・中央線
京義急行
幸信駅 (K320) - デジタルメディアシティ駅 (K316) - 新村駅 (P314)
龍山急行
幸信駅 (K320) - デジタルメディアシティ駅 (K316) - 弘大入口駅 (K314)
中央急行・緩行
水色駅 (K317) - デジタルメディアシティ駅 (K316) - 加佐駅 (K315)
空港鉄道
 仁川国際空港鉄道
直通
通過
一般
弘大入口駅 (A03) -  デジタルメディアシティ駅 (A04) - 麻谷ナル駅 (A042)